# Monument à Anton Tchekhov (Rostov-sur-le-Don)
Le Monument à Anton Tchekhov est une sculpture de Rostov-sur-le-Don (Russie) érigée à l’occasion du 150e anniversaire de l’écrivain à l’intersection des rues Tchekhov et Pouchkine.

## Historique
De nombreux monuments à Tchekhov existent déjà dans des villes liées à la vie de l’écrivain. Né à Taganrog, Tchekhov a probablement visité Rostov dans sa jeunesse, son père et grand-père y vécurent un certain temps En 2008 la municipalité de Rostov-sur-le-Don décide d’honorer le souvenir d’Anton Tchekhov avec un monument commémoratif.
Le monument est inauguré le 28 janvier 2010 en présence du gouverneur de l’oblast de Rostov A. I. Bedrik et du maire de Rostov-sur-le-Don M. A. Tchernychev.

## Description
Le monument en bronze sur un socle de granit rouge est haut de 2,5 m et représente Tchekhov appuyé à une rambarde. Il est l’œuvre du sculpteur Antaloi Sknarine, également auteur du monument Tatchanka à Rostov-sur-le-Don.